# Selección masculina de rugby 7 de Guatemala
La selección masculina de rugby 7 de Guatemala representa al país ante la World Rugby y Sudamérica Rugby.

## Historia
Su primera competición internacional oficial fue el Seven Sudamericano Masculino 2012 disputado en Rio de Janeiro obteniendo el noveno puesto luego de vencer al seleccionado de Ecuador en la definición.

## Palmarés
- Juegos Centroamericanos (1): 2017

## Participación en copas
| - No ha participado - No ha clasificado - No ha clasificado - Mayagüez 2010: No participó - Veracruz 2014: No participó - Barranquilla 2018: 8º puesto (último) - Managua 2017 1º puesto - Trujillo 2013: 6º puesto (último) - Santa Marta 2017: no participó - Valledupar 2022: no participó - Ayacucho 2024: 4º puesto | - Río de Janeiro 2012: 9º puesto - Río de Janeiro 2013: 9º puesto - Santiago 2019: 10º puesto (último) - San José 2021: 6º puesto - San José 2022: no participó - Montevideo 2023: no participó - Lima 2024: 7º puesto - Lima 2025: 8º puesto - American Sevens 2016: 6º puesto - Copa Desafío Volaris 2019: 4° puesto |